# Івонн Гулагонг-Коулі
Івонн Гулагонг-Коулі (англ. Evonne Fay Goolagong Cawley, 31 липня 1951, Бареллан, Австралія) — австралійська тенісистка. Перша представниця корінного населення Австралії, яка досягла успіхів у спорті на світовій арені. У свій час тенісистка не зайняла перше місце у світовому рейтингу 1976 року внаслідок помилки. За документами вона була найкращою тенісисткою у квітні-травні 1976 впродовж двох тижнів. У грудні 2007, через 31 рік, жіноча тенісна асоціація (WTA) вручила їй почесний приз-статуетку, який присуджується всім тенісисткам, які ставали першими ракетками світу. В 1971 році вона також була першою ракеткою світу за сумою всіх виступів у сезоні (в той час рейтингова система у тенісі перебувала в стадії зародження).
Гулагонг 7 разів вигравала турніри Великого шолома. У 1985 завершила професійну кар'єру. В 1988 увійшла до Світової зали тенісної слави. Була капітаном жіночої збірної Австралії у Кубку Федерації.

## Здобуті титули (Відкрита Ера)
Відкрита Ера почалася22 квітня 1968 року.

### Одиночний розряд (84 титули)
| Результат | Ранг | Дата              | Турнір                                                    | Покриття  | Опонент                | Рахунок            |
| --------- | ---- | ----------------- | --------------------------------------------------------- | --------- | ---------------------- | ------------------ |
| Перемога  | 1.   | 14 вересня 1968   | Sydney, Австралія                                         | Ґрунт     | Венді Джилкріст        | 6–1, 6–3           |
| Перемога  | 2.   | 14 червня 1969    | Grafton, Австралія                                        | Тверде    | Патрісія Едвардс       | 7–5, 6–3           |
| Перемога  | 3.   | 23 серпня 1969    | Sydney, Австралія                                         | Ґрунт     | Патрісія Коулмен       | 1–6, 6–4, 6–0      |
| Перемога  | 4.   | 4 жовтня 1969     | Canberra, Австралія                                       | Трава     | Патрісія Коулмен       | 6–4, 6–1           |
| Перемога  | 5.   | 26 грудня 1969    | Manly, Австралія                                          | Трава     | Венді Джилкріст        | 6–2, 4–6, 6–2      |
| Перемога  | 6.   | 12 лютого 1970    | Newcastle, Австралія                                      | Ґрунт     | Карен Крантцке         | 6–1, 5–7, 6–3      |
| Перемога  | 7.   | 27 березня 1970   | Southport, UK                                             | Ґрунт     | Джойс Вільямс          | 6–2, 6–3           |
| Перемога  | 8.   | 13 квітня 1970    | Hampstead, UK                                             | Ґрунт     | Джилл Купер            | 6–2, 9–7           |
| Перемога  | 9.   | 6 липня 1970      | Newport, Wales                                            | Трава     | Патті Гоган            | 6–0, 8–6           |
| Перемога  | 10.  | 13 липня 1970     | Hoylake, UK                                               | Трава     | Керрі Мелвілл          | 2–6, 6–2, 6–1      |
| Перемога  | 11.  | 20 липня 1970     | Leicester, UK                                             | Трава     | Патті Гоган            | 6–2, 6–2           |
| Перемога  | 12.  | 7 серпня 1970     | Munich, West Німеччина                                    | Ґрунт     | Карен Крантцке         | 6–2, 6–1           |
| Перемога  | 13.  | 20 серпня 1970    | Innbruck, Австрія                                         | Ґрунт     | Соня Пахта             | 7–5, 6–0           |
| Перемога  | 14.  | 1 жовтня 1970     | Coogee, Австралія                                         |           | Енн Коулмен            | 6–2, 6–0           |
| Перемога  | 15.  | 2 листопада 1970  | Toowoomba, Австралія                                      | Ґрунт     | Мерілін Теш            | 6–3, 7–5           |
| Перемога  | 16.  | 10 листопада 1970 | Brisbane, Австралія                                       | Трава     | Крістін Шоу            | 6–3, 6–2           |
| Перемога  | 17.  | 25 січня 1971     | Melbourne, Австралія                                      | Трава     | Маргарет Корт          | 7–6(5–3), 7–6(5–2) |
| Перемога  | 18.  | 18 лютого 1971    | Tamworth, Австралія                                       | Ґрунт     | Патті Гоган            | 6–1, 6–4           |
| Перемога  | 19.  | 1 лютого 1971     | Christchurch, Нова Зеландія                               | Трава     | Бетті Стеве            | 6–1, 6–4           |
| Перемога  | 20.  | 26 квітня 1971    | Sutton, Велика Британія                                   | Трава     | Джойс Вільямс          | 7–5, 2–6, 6–3      |
| Перемога  | 21.  | 3 травня 1971     | Guildford, UK                                             | Ґрунт     | Джилл Купер            | 6–4, 6–3           |
| Перемога  | 22.  | 24 травня 1971    | Відкритий чемпіонат Франції з тенісу 1971, Paris, Франція | Ґрунт     | Гелен Гурлей           | 6–3, 7–5           |
| Перемога  | 23.  | 21 червня 1971    | Вімблдонський турнір 1971, London, UK                     | Трава     | Маргарет Корт          | 6–4, 6–1           |
| Перемога  | 24.  | 19 липня 1971     | Leicester, UK                                             | Трава     | Патті Гоган            | 6–2, 6–4           |
| Перемога  | 25.  | 26 липня 1971     | Hilversum, Нідерланди                                     | Ґрунт     | Крістіна Сандберг      | 8–6, 6–3           |
| Перемога  | 26.  | 11 листопада 1971 | Edinburgh, Велика Британія                                | Килим     | Франсуаз Дюрр          | 6–0, 6–4           |
| Перемога  | 27.  | 8 листопада 1971  | Torquay, Велика Британія                                  | Килим     | Франсуаз Дюрр          | 6–1, 6–0           |
| Перемога  | 28.  | 6 грудня 1971     | Brisbane, Австралія                                       | Трава     | Гелен Гурлей           | 6–2, 7–6(7–2)      |
| Перемога  | 29.  | 13 грудня 1971    | Brisbane, Австралія                                       | Ґрунт     | Енн Геррант            | 6–1, 6–1           |
| Перемога  | 30.  | 3 січня 1972      | Sydney, Австралія                                         | Трава     | Вірджинія Вейд         | 6–1, 7–6(7–4)      |
| Перемога  | 31.  | 19 січня 1972     | Adelaide, Австралія                                       | Трава     | Ольга Морозова         | 7–6(7–3), 6–3      |
| Перемога  | 32.  | 31 січня 1972     | Perth, Австралія                                          | Трава     | Ольга Морозова         | 6–2, 7–5           |
| Перемога  | 33.  | 27 березня 1972   | Johannesburg, ПАР                                         | Тверде    | Вірджинія Вейд         | 4–6, 6–3, 6–0      |
| Перемога  | 34.  | 8 травня 1972     | British Тверде Court Championships 1972, UK               | Ґрунт     | Гельга Ніссен Мастгофф | 6–0, 6–4           |
| Перемога  | 35.  | 15 травня 1972    | Guildford, UK                                             | Ґрунт     | Джойс Вільямс          | 7–5, 6–2           |
| Перемога  | 36.  | 10 липня 1972     | Dublin, Ірландія                                          | Трава     | Пат Вокден             | 2–6, 6–1, 6–2      |
| Перемога  | 37.  | 17 липня 1972     | Hoylake, Велика Британія                                  | Трава     | Бетті Стеве            | Титул Shared       |
| Перемога  | 38.  | 14 серпня 1972    | Toronto, Канада                                           | Ґрунт     | Вірджинія Вейд         | 6–1, 6–3           |
| Перемога  | 39.  | 21 листопада 1972 | Melbourne, Австралія                                      | Ґрунт     | Патрісія Коулмен       | 6–7(5–7), 6–2, 6–2 |
| Перемога  | 40.  | 27 листопада 1972 | Brisbane, Австралія                                       | Трава     | Глініс Коулс           | 6–0, 7–5           |
| Перемога  | 41.  | 11 грудня 1972    | Adelaide, Австралія                                       | Трава     | Керрі Гарріс           | 6–1, 6–2           |
| Перемога  | 42.  | 9 січня 1973      | Auckland, Нова Зеландія                                   | Трава     | Мерілін Прайд          | 6–0, 6–1           |
| Перемога  | 43.  | 12 березня 1973   | Hingham, США                                              | Килим     | Вірджинія Вейд         | 6–4, 6–4           |
| Перемога  | 44.  | 14 травня 1973    | Lee-on-Solent, UK                                         | Ґрунт     | Пат Вокден             | 6–3, 6–2           |
| Перемога  | 45.  | 4 червня 1973     | Рим, Італія                                               | Ґрунт     | Кріс Еверт             | 7–6(8–6), 6–0      |
| Перемога  | 46.  | 23 липня 1973     | Bratislava, Czechoslovakia                                | Ґрунт     | Рената Томанова        | 6–3, 6–3           |
| Перемога  | 47.  | 6 серпня 1973     | Cincinnati Open 1973, U.S.                                | Ґрунт     | Кріс Еверт             | 6–2, 7–5           |
| Перемога  | 48.  | 20 серпня 1973    | Toronto, Канада                                           | Ґрунт     | Гельга Ніссен Мастгофф | 7–6(7–2), 6–4      |
| Перемога  | 49.  | 10 вересня 1973   | Charlotte, U.S.                                           | Ґрунт     | Бірюкова Євгенія       | 6–2, 6–0           |
| Перемога  | 50.  | 8 жовтня 1973     | Tokyo, Японія                                             | Ґрунт     | Гельга Ніссен Мастгофф | 7–6, 6–3           |
| Перемога  | 51.  | 10 грудня 1973    | Perth, Австралія                                          | Трава     | Керрі Гарріс           | 7–5, 6–1           |
| Перемога  | 52.  | 24 грудня 1973    | Відкритий чемпіонат Австралії з тенісу 1974, Melbourne    | Трава     | Кріс Еверт             | 7–6(7–5), 4–6, 6–0 |
| Перемога  | 53.  | 7 січня 1974      | Auckland, Нова Зеландія                                   | Трава     | Енн Кійомура           | 6–3, 6–1           |
| Перемога  | 54.  | 16 вересня 1974   | Virginia Slims of Denver 1974, U.S.                       | Килим     | Кріс Еверт             | 7–5, 3–6, 6–4      |
| Перемога  | 55.  | 14 жовтня 1974    | Virginia Slims Championships 1974, U.S.                   | Килим (i) | Кріс Еверт             | 6–3, 6–4           |
| Перемога  | 56.  | 25 листопада 1974 | Victoria, Австралія                                       | Тверде    | Синтія Дорнер          | 6–1, 6–2           |
| Перемога  | 57.  | 16 грудня 1974    | Sydney, Австралія                                         | Трава     | Маргарет Корт          | 6–3, 7–5           |
| Перемога  | 58.  | 21 грудня 1974    | Відкритий чемпіонат Австралії з тенісу 1975, Melbourne    | Трава     | Мартіна Навратілова    | 6–3, 6–2           |
| Перемога  | 59.  | 6 січня 1975      | Auckland, Нова Зеландія                                   | Трава     | Лінда Моттрем          | 6–2, 7–5           |
| Перемога  | 60.  | 17 лютого 1975    | Детройт, U.S.                                             | Килим (i) | Маргарет Корт          | 6–3, 3–6, 6–3      |
| Перемога  | 61.  | 15 грудня 1975    | Sydney, Австралія                                         | Трава     | Сью Баркер             | 6–2, 6–4           |
| Перемога  | 62.  | 26 грудня 1975    | Відкритий чемпіонат Австралії з тенісу 1976, Melbourne    | Трава     | Рената Томанова        | 6–2, 6–2           |
| Перемога  | 63.  | 26 січня 1976     | Чикаго, U.S.                                              | Килим (i) | Вірджинія Вейд         | 3–6, 6–4, 6–2      |
| Перемога  | 64.  | 3 лютого 1976     | Virginia Slims of Akron 1976, U.S.                        | Килим (i) | Вірджинія Вейд         | 6–2, 3–6, 6–2      |
| Перемога  | 65.  | 15 березня 1976   | Даллас, U.S.                                              | Килим (i) | Мартіна Навратілова    | 6–1, 6–1           |
| Перемога  | 66.  | 22 березня 1976   | Бостон, U.S.                                              | Килим (i) | Вірджинія Вейд         | 6–2, 6–0           |
| Перемога  | 67.  | 29 березня 1976   | Філадельфія, U.S.                                         | Килим (i) | Кріс Еверт             | 6–3, 7–6(5–3)      |
| Перемога  | 68.  | 17 квітня 1976    | Virginia Slims Championships 1976, U.S.                   | Килим (i) | Кріс Еверт             | 6–3, 5–7, 6–3      |
| Перемога  | 69.  | 12 жовтня 1976    | Hilton Head Island, U.S.                                  | Ґрунт     | Вірджинія Вейд         | 6–3, 6–4           |
| Перемога  | 70.  | 14 листопада 1977 | Сідней, Австралія                                         | Трава     | Керрі Мелвілл          | 6–1, 6–3           |
| Перемога  | 71.  | 21 листопада 1977 | Мельбурн, Австралія                                       | Трава     | Венді Тернбулл         | 6–4, 6–1           |
| Перемога  | 72.  | 12 грудня 1977    | Сідней, Австралія                                         | Трава     | Сью Баркер             | 6–2, 6–3           |
| Перемога  | 73.  | 19 грудня 1977    | Відкритий чемпіонат Австралії з тенісу 1977, Melbourne    | Трава     | Гелен Гурлей           | 6–3, 6–0           |
| Перемога  | 74.  | 9 січня 1978      | Virginia Slims of Hollywood 1978, U.S.                    | Килим (i) | Венді Тернбулл         | 6–2, 6–3           |
| Перемога  | 75.  | 6 березня 1978    | Даллас, U.S.                                              | Килим (i) | Трейсі Остін           | 4–6, 6–0, 6–2      |
| Перемога  | 76.  | 13 березня 1978   | Бостон, U.S.                                              | Килим (i) | Кріс Еверт             | 4–6, 6–1, 6–4      |
| Перемога  | 77.  | 22 травня 1978    | Surbiton, UK                                              | Трава     | Вінні Шоу              | 6–1, 6–1           |
| Перемога  | 78.  | 52 червня 1978    | Beckenham, UK                                             | Трава     | Лора Дюпонт            | 6–4, 6–2           |
| Перемога  | 79.  | 12 червня 1978    | Keith Prowse International 1978, UK                       | Трава     | Пем Тігуарден          | 6–4, 6–4           |
| Перемога  | 80.  | 4 червня 1979     | Beckenham, UK                                             | Трава     | Пем Шрайвер            | 6–3, 6–2           |
| Перемога  | 81.  | 11 червня 1979    | Crossley Carpets Trophy 1979, UK                          | Трава     | Сью Баркер             | 6–1, 6–4           |
| Перемога  | 82.  | 1 жовтня 1979     | Minneapolis, U.S.                                         | Килим (i) | Даянн Фромголтц        | 6–3, 6–4           |
| Перемога  | 83.  | 22 жовтня 1979    | Тампа, U.S.                                               | Тверде    | Вірджинія Вейд         | 6–0, 6–3           |
| Перемога  | 84.  | 23 червня 1980    | Вімблдонський турнір 1980, London, UK                     | Трава     | Кріс Еверт             | 6–1, 7–6(7–4)      |

### Парний розряд (53 титули)
| Ранг | Дата     | Турнір                                 | Місце                   | Покриття          | Партнер             | Опоненти                                 | Рахунок       |
| ---- | -------- | -------------------------------------- | ----------------------- | ----------------- | ------------------- | ---------------------------------------- | ------------- |
| 1.   | Чер 1969 | North Coast Championships              | Grafton, Австралія      | Трава             | Патрісія Едвардс    | Jane Albert Freeman Jane Davies          | 6–4, 7–5      |
| 2.   | Сер 1969 | Metropolitan Hardcourt Championships   | Sydney, Австралія       | Ґрунт             | Патрісія Едвардс    | Сью Александер Норма Марш                | 6–3, 2–6, 6–2 |
| 3.   | Жов 1969 | Metropolitan Трава Championships       | Strathfield, Австралія  | Трава             | Патрісія Едвардс    | Джилл Еммерсон Pat Brien                 | 6–1, 6–1      |
| 4.   | Лип 1970 | Midland Open                           | Leicester, UK           | Трава             | Патрісія Едвардс    | Джуді Тегарт-Далтон Керрі Мелвілл        | 7–5, 5–7, 6–3 |
| 5.   | Сер 1970 | South Tyrolean Championships           | Innsbruck, Австрія      | Ґрунт             | Патрісія Едвардс    | Дафне Бота Бренда Кірк                   | 6–3, 6–0      |
| 6.   | Жов 1970 | Eastern Suburbs Open                   | Cogee Beach, Австралія  | Трава             | Патрісія Едвардс    | Енн Коулмен Сью Гоул                     | 6–2, 6–1      |
| 7.   | Жов 1970 | Strathfield Турнір                     | Strathfield, Австралія  | Трава             | Патрісія Едвардс    | Сью Гоул Норма Марш                      | 6–3, 6–3      |
| 8.   | Лис 1970 | Australian Тверде Court Championships  | Toowoomba, Австралія    | Ґрунт             | Патрісія Едвардс    | Енн Коулмен Мерілін Теш                  | 7–6, 6–4      |
| 9.   | Січ 1971 | Western Australian Championships       | Perth, Австралія        | Трава             | Маргарет Корт       | Вінні Шоу Вірджинія Вейд                 | 6–4, 7–5      |
| 10.  | Бер 1971 | ATP Auckland Open                      | Auckland, Нова Зеландія | Трава             | Маргарет Корт       | Вінні Шоу Леслі Тернер Боурі             | 7–6, 6–0      |
| 11.  | Бер 1971 | Відкритий чемпіонат Австралії з тенісу | Melbourne, Австралія    | Трава             | Маргарет Корт       | Леслі Гант Джилл Еммерсон                | 6–0, 6–0      |
| 12.  | Кві 1971 | Natal Open Championships               | Durban, ПАР             | Тверде            | Маргарет Корт       | Керрі Гарріс Вінні Шоу                   | 3–6, 6–3, 6–3 |
| 13.  | Кві 1971 | South African Open                     | Johannesburg, ПАР       | Тверде            | Маргарет Корт       | Бренда Кірк Лаура Россоув                | 6–3, 6–2      |
| 14.  | Кві 1971 | Rothmans Sutton                        | Sutton, UK              | Трава             | Джойс Вільямс       | Ширлі Брешер текст=Маргарет Купер        | 6–4, 6–2      |
| 15.  | Лип 1971 | Midland Open                           | Leicester, UK           | Трава             | Джуді Тегарт-Далтон | Барбара Гоукрофт Патті Гоган             | 8–6, 6–4      |
| 16.  | Жов 1971 | Edinburgh Cup                          | Edinburgh, Scotland     | Килим (i)         | Джулі Гелдман       | Патті Гоган Нелл Трумен                  | 6–3, 6–0      |
| 17.  | Лис 1971 | Dewar Cup Torquay                      | Torquay, UK             | Килим (i)         | Джулі Гелдман       | Франсуаз Дюрр Вірджинія Вейд             | 7–6, 6–4      |
| 18.  | Лис 1971 | Dewar Cup London                       | London, UK              | Килим (i)         | Джулі Гелдман       | Франсуаз Дюрр Вірджинія Вейд             | 7–5, 6–4      |
| 19.  | Січ 1972 | Sydney International                   | Sydney, Австралія       | Трава             | Патрісія Едвардс    | Леслі Тернер Боурі Вірджинія Вейд        | 6–1, 6–2      |
| 20.  | Січ 1972 | South Australian Open                  | Adelaide, Австралія     | Трава             | Ольга Морозова      | Керрі Гогарт Мерілін Теш                 | 6–3, 6–0      |
| 21.  | Лют 1972 | Western Australian Open                | Perth, Австралія        | Трава             | Pat Hawcroft        | Ольга Морозова Дженет Янг                | 3–6, 6–4, 6–3 |
| 22.  | Кві 1972 | South African Open                     | Johannesburg, ПАР       | Тверде            | Гелен Гурлей        | Вінні Шоу Джойс Вільямс                  | 6–1, 6–4      |
| 23.  | Тра 1972 | British Тверде Court Championships     | Bournemouth, UK         | Ґрунт             | Гелен Гурлей        | Бренда Кірк Бетті Стеве                  | 7–5, 6–1      |
| 24.  | Тра 1972 | Surrey Тверде Court Championships      | Guilford, UK            | Ґрунт             | Гелен Гурлей        | Вінні Шоу Джойс Вільямс                  | 6–1, 6–2      |
| 25.  | Сер 1972 | Мастерс Цинциннаті                     | Cincinnati, USA         | Ґрунт             | Маргарет Корт       | Бренда Кірк Пат Вокден                   | 6–4, 6–1      |
| 26.  | Сер 1972 | U.S. Women's Clay Court Championships  | Indianapolis, USA       | Ґрунт             | Leslie Hunt         | Маргарет Корт Пем Тігуарден              | 6–2, 6–1      |
| 27.  | Сер 1972 | Мастерс Канада                         | Toronto, Канада         | Ґрунт             | Маргарет Корт       | Бренда Кірк Пат Вокден                   | 3–6, 6–3, 7–5 |
| 28.  | Лис 1972 | Australian Тверде Court Championships  | Melbourne, Австралія    | Ґрунт             | Дженет Янг          | Патрісія Коулмен Саллі Ірвайн            | 2–6, 6–4, 6–3 |
| 29.  | Гру 1972 | Sydney International                   | Sydney, Австралія       | Трава             | Патрісія Едвардс    | Леслі Тернер Боурі Вірджинія Вейд        | 6–1, 6–2      |
| 30.  | Січ 1973 | New Zealand Open                       | Auckland, Нова Зеландія | Трава             | Дженет Янг          | Патрісія Коулмен Мерілін Теш             | 6–1, 6–3      |
| 31.  | Бер 1973 | Maureen Connolly Brinker Memorial      | Dallas, USA             | Килим (i)         | Дженет Янг          | Гейл Шанфро Вірджинія Вейд               | 6–3, 6–2      |
| 32.  | Тра 1973 | Mercedes Benz Open                     | Lee-on-Solent, UK       | Трава             | Дженет Янг          | Джекі Фейтер Пеггі Мічел                 | 6–1, 6–2      |
| 33.  | Сер 1973 | Мастерс Канада                         | Toronto, Канада         | Ґрунт             | Пеггі Мічел         | Гейл Шанфро Мартіна Навратілова          | 6–3, 6–2      |
| 34.  | Вер 1973 | Four Roses Classic                     | Charlotte, USA          | Килим (i)         | Дженет Янг          | Ілана Клосс Мартіна Навратілова          | 6–2, 6–0      |
| 35.  | Січ 1974 | Відкритий чемпіонат Австралії з тенісу | Melbourne, Австралія    | Трава             | Пеггі Мічел         | Керрі Гарріс Керрі Мелвілл               | 7–5, 6–3      |
| 36.  | Січ 1974 | New Zealand Open                       | Auckland, Нова Зеландія | Трава             | Дженет Янг          | Пеггі Мічел Венді Тернбулл               | 6–1, 7–6      |
| 37.  | Кві 1974 | Virginia Slims of Sarasota             | Sarasota, USA           | Ґрунт             | Кріс Еверт          | Торі Енн Фретц Сесі Мартінес             | 6–2, 6–2      |
| 38.  | Лип 1974 | Вімблдонський турнір                   | Wimbledon, UK           | Трава             | Пеггі Мічел         | Гелен Гурлей Карен Крантцке              | 2–6, 6–3, 6–4 |
| 39.  | Лис 1974 | World Invitational Парний розряд       | Hilton Head, USA        | Ґрунт             | Вірджинія Вейд      | Кріс Еверт Біллі Джин Кінг               | 3–6, 6–4, 6–4 |
| 40.  | Гру 1974 | Queensland Open                        | Brisbane, Австралія     | Трава             | Пеггі Мічел         | Вікі Ланкастер Сесі Мартінес             | 6–1, 6–2      |
| 41.  | Гру 1974 | South Australian Open                  | Adelaide, Австралія     | Трава             | Пеггі Мічел         | Мартіна Навратілова Савамацу Кадзуко     | 6–3, 4–6, 7–5 |
| 42.  | Гру 1974 | Sydney International                   | Sydney, Австралія       | Трава             | Пеггі Мічел         | Ольга Морозова Мартіна Навратілова       | 6–7, 6–4, 6–1 |
| 43.  | Січ 1975 | Відкритий чемпіонат Австралії з тенісу | Melbourne, Австралія    | Трава             | Пеггі Мічел         | Маргарет Корт Ольга Морозова             | 7–6, 7–6      |
| 44.  | Січ 1975 | New Zealand Open                       | Auckland, Нова Зеландія | Трава             | Венді Тернбулл      | Лора Дюпонт Сесі Мартінес                | 6–3, 4–6, 6–4 |
| 45.  | Кві 1975 | Virginia Slims of Philadelphia         | Philadelphia, USA       | Закритий корт (i) | Бетті Стеве         | Розмарі Касалс Біллі Джин Кінг           | 4–6, 6–4, 7–6 |
| 46.  | Кві 1975 | Charleston Open                        | Hilton Head, USA        | Ґрунт             | Вірджинія Вейд      | Розмарі Касалс Ольга Морозова            | 4–6, 6–4, 6–2 |
| 47.  | Гру 1975 | Sydney International                   | Sydney, Австралія       | Трава             | Гелен Гурлей        | Гайді Айстерленер Гельга Ніссен Мастгофф | 6–3, 4–6, 6–3 |
| 48.  | Січ 1976 | Відкритий чемпіонат Австралії з тенісу | Melbourne, Австралія    | Трава             | Гелен Гурлей        | Леслі Тернер Боурі Рената Томанова       | 8–1*          |
| 49.  | Жов 1976 | World Invitational Hilton Head         | Hilton Head, USA        | Ґрунт             | Сью Баркер          | Мартіна Навратілова Вірджинія Вейд       | 6–4, 4–6, 6–3 |
| 50.  | Вер 1977 | World Invitational Hilton Head         | Hilton Head, USA        | Ґрунт             | Керрі Мелвілл       | Даянн Фромголтц Вірджинія Вейд           | 6–2, 3–6, 6–4 |
| 51.  | Лис 1977 | Toyota Classic                         | Melbourne, Австралія    | Трава             | Бетті Стеве         | Тріш Бостром Кім Рудделл                 | 6–3, 6–0      |
| 52.  | Гру 1977 | Sydney International                   | Sydney, Австралія       | Трава             | Гелен Гурлей        | Енн Геррант Керрі Мелвілл                | 6–0, 6–0      |
| 53.  | Лют 1978 | Ameritech Cup                          | Chicago, USA            | Закритий корт (i) | Бетті Стеве         | Розмарі Касалс Джоанн Расселл            | 6–1, 6–4      |

Здобула також 6 титулів у міксті.